# 자크 아멜

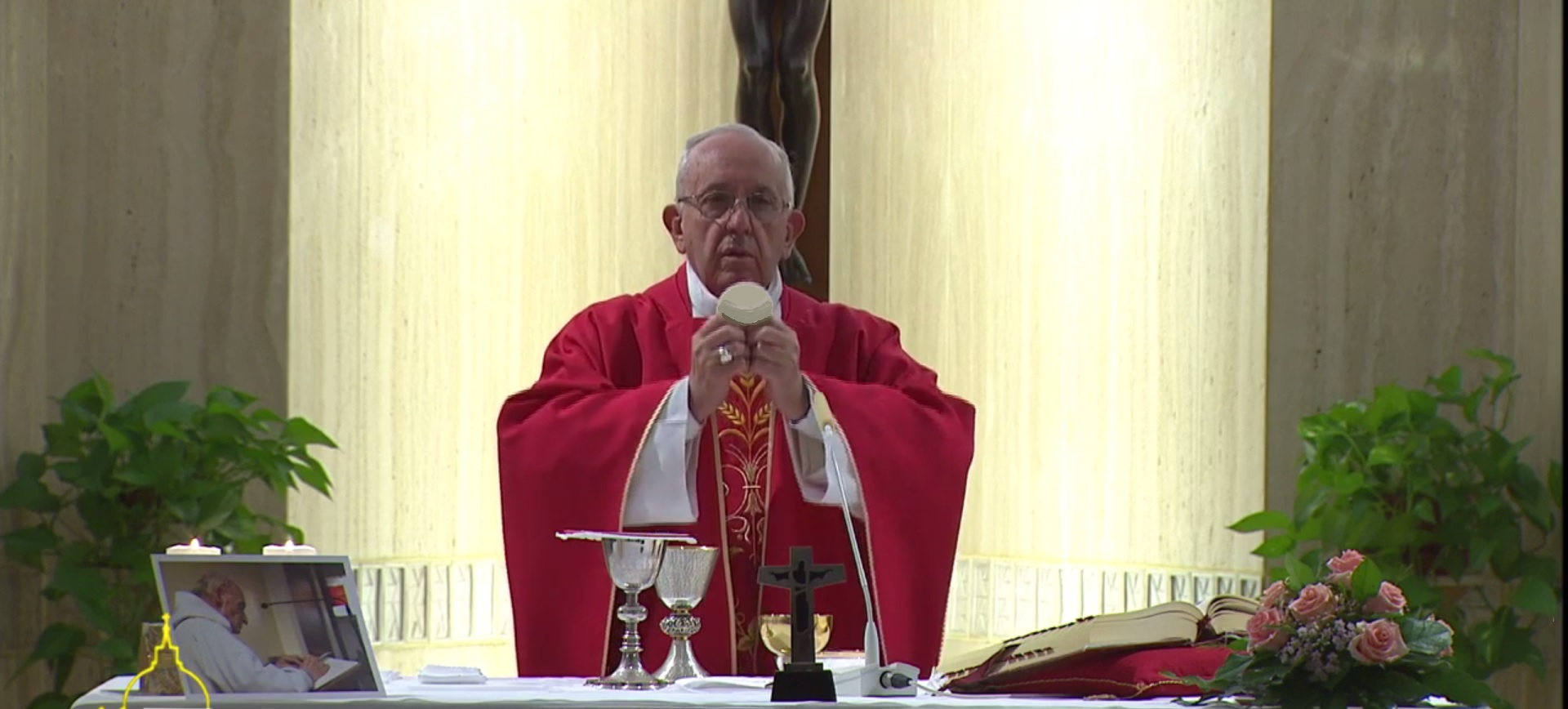
자크 아멜을 기념하는 미사

자크 아멜(Jacques Hamel, 1930년 11월 30일 ~ 2016년 7월 26일)은 프랑스의 사제이다. 2016년 7월 26일, 생테티엔뒤루브레 성당 테러로 인해 이슬람 국가 대원에게 살해당했다.